# Ngô Đại Dung
Ngô Đại Dung (tiếng Anh: Hugo Ng Toi Yung, tiếng Mã Lai: Hugo Goh Kwei Ann, sinh ngày 23 tháng 8 năm 1959 tại Singapore), tên thật là Ngô Khôi Ngạn là một diễn viên và ca sĩ quốc tịch Singapore.  Đầu những năm 1980, ông từng là một tiểu sinh nổi tiếng ở Tân Quảng Đương, năm 1987 ông lựa chọn trở về Hồng Kông phát triển, hiện là nghệ sĩ hợp đồng của đài truyền hình TVB Hongkong, cựu nghệ sĩ của Thiệu Thị Huynh Đệ và cũng là thành viên của đội bóng đá ngôi sao.

## Tiểu sử và con đường sự nghiệp

### Trước khi gia nhập ngành giải trí
Khi Ngô Đại Dung sinh ra ở Singapore, cha của ông đã gặp được một nhà văn, người này đã thay cha đặt tên ông thành Ngô Khôi Ngạn, ngụ ý  "bờ bên kia lộng lẫy". Bảy tháng tuổi, ông theo gia đình đến Hồng Kông sinh sống, lớn lên ở nhà ga Quan Đường ở Hồng Kông, dưới ông là còn có hai em gái. Cha ông là chủ sở hữu của một nhà máy may mặc. Ngô Khôi Ngạn từng tốt nghiệp Trường Tiểu học Lữ Minh Tài của hội Truyền giáo Trung Quốc ở Lam Điền, Cửu Long (C.N.E.C. Lui Ming Choi Primary School). Trong thời học ở trường, ông đã phải nghỉ học một thời gian dài do chấn thương thể thao nghiêm trọng dẫn đến gãy xương, điều này làm ông buộc phải trì hoãn việc tốt nghiệp. Năm 18 tuổi, khi đang vừa học vừa làm tại Hongkong, ông nhận được giấy báo nhập ngũ từ Singapore và đã phải sang đó thực hiện nghĩa vụ quân sự trong vòng hai năm. Sau đó, nhà máy bị buộc phải đóng cửa do gặp vấn đề trong kinh doạnh. Để nuôi hai em gái ruột, chàng trai họ Ngô quyết định không trở về Hongkong nữa mà ở lại Singapore kiếm thêm thu nhập. Thời gian này Ngô Khôi Ngạn đã biểu diễn cho Đoàn Văn công Lực lượng Vũ trang (MDC) của Singapore, và tiết kiệm tiền bằng cách làm ca sĩ nghiệp dư hát ở các phòng trà.

### Thời kỳ đỉnh cao với những tác phẩm kinh điển.
Ngô Khôi Ngạn đã có cơ duyên hội ngộ với Lương Lập Nhân (một giám đốc sản xuất nổi tiếng của Tân Quảng Đương khi ấy và sau này là của TVB) khi ông đang biểu diễn ở một phòng trà. Lương Lập Nhân đã hỏi ông rằng có hứng thú với diễn xuất hay không, kết quả sau lần nói chuyện đó, Ngô Khôi Ngạn quyết định gia nhập Cục Phát thanh Truyền hình Singapore và trở thành học viên tốt nghiệp khóa huấn luyện diễn viên số 5 của Tân Quảng . Tại đây ông đã gặp được nữ diễn viên Trần Tú Hoàn khi quay bộ phim truyền hình đầu tiên ''Ba người đồng hành"  và cô nhanh chóng trở thành bạn gái của ông. Vào đầu những năm 1980, Ngô Khôi Ngạn  trở thành một tiểu sinh nổi tiếng trong làng giải trí Singapore. Ông được mệnh danh là đệ nhất mỹ nam Singapore  với một số tác phẩm tiêu biểu như: "Nộ hải bình tung" (phim kiếm hiệp đầu tiên của Singapore) hay "Đạo Nhật anh hùng truyện", "Sương mù khói Nam Dương" đặc biệt phải kể đến vai diễn Đỗ Gia Nam của ông trong "Nhân tại lữ đồ (Người lạ chung đường).  Đây cũng là bộ phim đầu tiên của Singapore được phát sóng ở Trung Quốc, nó không những đã gây nên một sức ảnh hưởng lớn mà còn giúp tên tuổi của ông vụt sáng vào thời điểm đó. Tuy nhiên, sau khi quay bộ phim: "Đạo nhật anh hùng truyện", một sự cố đã xảy khiến Ngô Khôi Ngạn bị gãy chân làm ông phải từ bỏ sự nghiệp ở Singapore, trở về Hongkong, đồng thời chia tay với Trần Tú Hoàn.
Sau khi trở về Hongkong, theo lời khuyên của một tướng sĩ thì cái tên Ngô Khôi Ngạn nghe có vẻ khó "về bờ" nên ông đã lựa chọn đổi tên của mình thành Ngô Đại Dung.
Năm 1987, Ngô Đại Dung trở về Hongkong để phát triển và ký hợp đồng với TVB. Ban đầu, ông chỉ được TVB giao cho những vai phụ trong "Câu chuyện thành thị" , "Đại vận hà", "Sinh tử chi lữ", "Khi thời vận tới" "Doanh Đơn truyền kỳ". Nhưng nhờ diễn xuất tuyệt vời cùng với nền tảng võ thuật và vũ đạo của mình, Ngô Đại Dung đã chinh phục khán giả qua những vai diễn hiệp khách với những tác phẩm như: "Tuyệt đại song kiêu 1988", "Biên thành lãng tử 1990", "Ngọc Diện Phi Hồ 1990", "Kiếm ma độc cô cầu bại",...  cùng với một số tác phẩm đáng chú ý khác như "Tương ái hữu như hà 1988", "Huynh đệ tình thâm 1990", "Nguyên Chấn Hiệp 1991", "Bóng tối Hongkong 1992"... đã giúp ông nhanh chóng trở thành một trong những tiểu sinh hàng đầu của đài truyền hình TVB vào cuối những năm 1980 đến đầu những năm 1990.  Với vai diễn Hoa Vô Khuyết của "Tuyệt Đại Song Kiêu 1988", Ngô Đại Dung đã lấy hình tượng bạch y nhẹ nhàng, ngọc thụ lâm phong, mặt như quan ngọc, hình tượng quân tử khiêm tốn tao nhã tuấn tú ấy đã gây ấn tượng sâu sắc trong lòng vô số người, cũng bởi vậy mà một thời vô cùng nổi tiếng, đến nay vẫn có rất nhiều người cho rằng: "Sau khi Ngô Đại Dung đóng Hoa Vô Khuyết, thế gian không còn xuât hiện Hoa công tử nữa. "
Năm 1989, Ngô Đại Dung tái xuất với vai nam chính Phó Hồng Tuyết trong tác phẩm nổi tiếng "Biên thành lãng tử 1990" của Cổ Long, đổi lại là một bộ đồ đen, nhân vật có thân thế thê thảm, thân mang khuyết tật, tính cách quái gở, tình cảm tinh tế, Phó Hồng Tuyết của Ngô Đại Dung khắc họa hoàn hảo, rất nhiều người bởi vì Ngô Đại Dung mà yêu nhân vật kinh điển Phó Hồng Tuyết dưới ngòi bút của Cổ Long.

### Mâu thuẫn với TVB và thời kỳ đi đóng phim cấp ba.
Năm 1993, vì một số lý do mà Ngô Đại Dung bị đài truyền hình TVB phong sát, có ý kiến cho rằng ông đã quảng bá album nhạc solo của mình trên đài ATV (đối thủ của đài TVB khi ấy), hậu quả là sau đó ông dần mất đi vị thế của một tiểu sinh, chẳng bao lâu lại bị đài truyền hình TVB hủy hợp đồng. Ngô Đại Dung đã phải rời khỏi làng truyền hình Hồng Kông trong một thập kỷ và đóng một số bộ phim cấp ba. Tuy nhiên, đó cũng là khoảng thời gian để ông "thành đôi" người vợ hiện tại của mình là nữ diễn viên Chung Thục Tuệ. Hai người hợp tác với nhau trong hai bộ phim cấp 3 là "Thảm án diệt môn" và "Sát huynh".
Một thời gian sau đó, Ngô Đại Dung đã thử sức với những vai trò khác nhau trong giới điện ảnh như làm đạo diễn, biên kịch, chỉ đạo võ thuật, hành động,... Một số những tác phẩm đáng chú ý của ông trong vai trò đạo diễn trong giai đoạn này như The Fatal Encounter 1994, The jail of no return 1994, God or dog 1997, Take Top 2000,.. Đặc biệt bộ phim God or dog 1997 được mô phỏng theo vụ án rúng động Singapore năm 1981 của Adrian Lim đã được các nhà phê bình đánh giá cao, bộ phim được công chiếu lần đầu tiên ở Liên hoan phim quốc tế Singapore 1997  và được công chiếu một lần nữa vào năm 2019 .

### Trở lại TVB và quay về thời hoàng kim
Mãi cho đến năm 2005, Ngô Đại Dung mới tuyên bố trở lại với bộ phim "Nhân vật nguy hiểm" của đài ATV. Trong những năm này, Ngô Đại Dung chủ yếu hoạt động ở Trung Quốc Đại Lục, đóng những vai phụ cũng như tiếp tục chuyển đổi sang các vai trò khác nhau như đạo diễn và biên kịch. Ông cũng từng ký hợp đồng với Công ty Điện ảnh và Truyền hình Quốc tế Thượng Hải và làm cố vấn cho một số doanh nghiệp tư nhân
Năm 2015, Ngô Đại Dung trở lại TVB  với bộ phim:  "Đao hạ lưu nhân" và ký hợp đồng nghệ sĩ vào năm 2016. Cùng năm 2016 để con trai có thể về thực hiện nghĩa vụ quân sự tại Singapore, Ngô Đại Dung đã quyết định cùng cả gia đình định cư ở Singapore trong hai năm. Kể từ khi Ngô Đại Dung rời Mediacorp (tiền thân là Tân Quảng Đương) trong gần 30 năm, ông đã được một nhà sản xuất phim truyền hình ở Sigapore mời quay trở lại với bộ phim: "Tuyệt thế hảo công" (Việt Nam phát hành với tên phim: Bóng mát giữa đời).  Cùng năm đó, ông cũng vào vai đại phản diện "Cao Thiên Thứu" trong bộ phim truyền hình TVB "Cự Luân II"  khiến khán giả chú ý, cư dân mạng càng khen ngợi diễn xuất tinh tế của ông  với "một Cao Thiên Thứu cứu toàn bộ bộ phim", còn đề cử ông là "Nam diễn viên chính xuất sắc nhất (thị đế TVB) " cho "Lễ trao giải của đài truyền hình TVB lần thứ 11".  Kết quả ông đã giành được giải thưởng "Nam diễn viên phụ xuất sắc nhất"  lần đầu tiên được đề cử và bình chọn bởi khán giả và cư dân mạng. Vai diễn này cũng giúp Ngô Đại Dung lần đầu tiên được đề cử giải thưởng "TVB Malaysia Starlight Awards 2016", ngoài ra, ông từng là cố vấn cho lớp bồi dưỡng nghệ thuật truyền hình TVB số 29, và từ năm 2018 đến 2020.

## Hôn nhân và gia đình
Năm 1995, Ngô Đại Dung chính thức về một nhà với nữ diễn viên TVB Chung Thục Tuệ, sau khi hai người đã đóng chúng trong hai bộ phim cấp 3 là "Thảm án diệt môn" và "Sát huynh". Trước đó, Ngô Đại Dung đã quen biết và trở thành bạn với Chung Thục Tuệ trong bộ phim: ''Nhân quỷ hồ ly''. Họ đã có với nhau một người con trai là Ngô Chính Hoa (Justin Ng). Ngô Đại Dung nổi tiếng trong giới là yêu chiều vợ và gần như chưa có một tin đồn nào trong thời gian họ sống chung với nhau. Hai người họ xứng đáng là cặp đôi mẫu mực của xứ giải trí Hongkong những năm gần đây.

## Phim truyền hình

### Phim truyền hình Singapore

#### Đơn vị sản xuất: Tân Quảng Đương (sau này làMediaCorp)
| Năm sản xuất | Tên phim                                          | Tên phim tiếng Trung     | Vai diễn          | Bạn diễn |
| ------------ | ------------------------------------------------- | ------------------------ | ----------------- | --- |
| 1984         | Ba người đồng hành (Ba người trẻ tuổi)            | 年轻人 (三人行)          | Gia Bảo           | Trần Tú Hoàn, Hồng Quốc Duệ                                                                                           |
| 1984         | Sương mù khóa Nam Dương (Xích đạo triều dương II) | 雾锁南洋II (赤道朝阳)    | Dương Bỉnh Trung  | Hướng Vân, Hoàng Đức Thành, Hoàng Văn Vĩnh, Trần Kiếm Phong, Liễu Đức Thành                                           |
| 1984         | Nộ hải bình tung                                  | 怒海萍踪                 | Dương Phiêu Bình  | Hình Vĩ Cường, Trần An Na, Lâm Lệ Vân, Trần Thành Quý, Tiền Trị Cương, Trần Triệt Thừa, Hoàng Văn Vĩnh, Chu Tú Phượng |
| 1985         | Nhân tại lữ đồ (Người lạ chung đường)             | 人在旅途                 | Đỗ Gia Nam        | Hướng Vân, Trần Bành Thừa, Tăng Tuệ Phân                                                                              |
| 1986         | Đáo Nhật anh hùng truyện                          | 盗日英雄传               | Chu Nguyên        | Trần Thiên Văn, Lâm Minh Triết, Hướng Vân, Trần Lỵ Bình, Hoàng Thế Nam                                                |
| 2016         | Tuyệt thế Hảo Công/Bóng mát giữa đời              | 絕世好工 (The dream job) | Trương Khánh Đông | Âu Huyên, Trần Hoằng Vũ, Trương Chấn Huyên, Lâm Tuệ Linh, Trương Vĩ Kiệt, Trần Lệ Trinh, Phan Linh Linh, La Mỹ Nghi   |
| 2023         | Đại lộ vàng                                       |                          |                   | |

### Phim truyền hình đài TVB
| Năm sản xuất | Tên phim                                                   | Tên phim tiếng Anh            | Tên phim tiếng Trung | Vai diễn                      | Bạn diễn |
| ------------ | ---------------------------------------------------------- | ----------------------------- | -------------------- | ----------------------------- | --- |
| 1987         | Ngô thê 13 điểm                                            |                               | 吾妻十三点           |                               | Trịnh Du Linh, Lâm Lập Thanh, Dư Uyển Hà |
| 1987         | Khi thời vận tới                                           | The Making Of A Gentleman     | 时来运到             |                               | Trương Triệu Huy, Lưu Vĩ Hồng, Thương Thiên Nga, Lưu Đan |
| 1987         | Thành thị cố sự (Câu chuyện thành thị)                     | City Japes                    | 城市故事             | Cao Minh                      | Đằng Cận Vinh, Đinh Nhân, Ôn Triệu Luân, Lương Tư Hạo, Lưu Thục Hoa, Quách Tấn An.                                                                             |
| 1987         | Đại vận hà (Hoàng Hà Đại phong vân/Thuyết đường)           | The Grand Canal               | 大運河               | Lý Kiến Thành                 | Lương Triều Vỹ, Âu Thoại Vỹ, Vương Dực Cầm, Bào Phương, Lý Hương Cầm, Liêu Khải Trí, Tăng Tuệ Văn, Trần Ngọc Liên, Ngô Khải Hoa, Lưu Thanh Vân, Huỳnh Nhật Hoa |
| 1987         | Sinh mệnh chi lữ (Định mệnh)                               | The Price Of Growing Up       | 生命之旅 (電視劇)    | Tô Quốc Uy                    | Vạn Tử Lương, Trịnh Du Linh, Ngô Trấn Vũ, Châu Hải My, Châu Tinh Trì, Ngô Mạnh Đạt, Lý Hương Cầm,                                                              |
| 1988         | Doanh Đơn truyền kỳ (Võ lâm truyền kỳ)                     | The Saga of the Lost Kingdom  | 嬴單傳奇             | Bạch Vũ                       | Quách Tấn An, Trương Triệu Huy, Tăng Hoa Thiến, Châu Hải My, Hà Mỹ Điền, Cung Từ Ân, Trương Vệ Kiện, Liêu Khải Trí                                             |
| 1988         | Tuyệt đại song kiêu (Song hùng kỳ hiệp)                    | The Duel of the Twins         | 絕代雙驕             | Hoa Vô Khuyết                 | Lương Triều Vỹ, Tạ Ninh, Miêu Kiều Vỹ, Thích Mỹ Trân, Quan Lễ Kiệt, Ngô Quân Như, Lê Mỹ Nhàn, Ngô Mạnh Đat, Nhạc Hoa                                           |
| 1989         | Cát tinh báo hỷ                                            | The Legend of Master Chan     | 吉星報喜             | Lưu Hoa Đông                  | Ôn Triệu Luân, Chu Hải Mị, Tăng Hoa Thiến, |
| 1989         | Vạn gia truyền thuyết                                      | The Vixen's Tale              | 萬家傳說             | Tống Huy Tông                 | Quách Tấn An, Đặng Tụy Văn, Lam Khiết Anh, Âu Dương Chấn Hoa, Mai Tiểu Huệ, Hồ Mỹ Nghi                                                                         |
| 1989         | Hoa nguyệt giai kỳ                                         | I do I do                     | 花月佳期             | Albert Dương                  | Quách Tấn An, Lý Gia Hân, Âu Dương Chấn Hoa, Ngô Trấn Vũ, Đặng Tụy Văn, Trần Đình Oai                                                                          |
| 1989         | Tương ái hữu như hà (Tình yêu ôi tình yêu)                 | A Trial of life time          | 相爱又如何           | Phương Thiên Mưu              | La Gia Lương, Tần Bái, Thiệu Trọng Hành, Hình Mỹ Nghi, Lương Uyển Nhân                                                                                         |
| 1990         | Kiếm ma độc cô cầu bại                                     | The Legend of the Invincible  | 劍魔獨孤求敗         | Bạch Thừa Trung               | Huỳnh Nhật Hoa, Văn Tuyết Nhi,Thiệu Mỹ Kỳ, Lương Gia Huy, La Nhạc Lâm, Lý Lệ Lệ, Liễu Ảnh Hồng                                                                 |
| 1990         | Ngọc diện phi hồ                                           | The Jade Fox                  | 玉面飞狐             | Trác Bất Phàm                 | La Tuệ Quyên, Lý Uyển Hoa, Âu Thoại Vỹ, Lê Chỉ San, Hồ Tú Bình, Hồ Mỹ Nghi, Vương Vĩ                                                                           |
| 1990         | Kỳ ảo nhân gian thế (Song xà kiếm/Thanh xà bạch xà truyện) | The Serpentine Romance        | 奇幻人間世           | Ninh Đan                      | Trần Mỹ Kỳ, Thiệu Mỹ Kỳ, Ngô Khải Minh, Trần Bội San, La Nhạc Lâm, Ngô Thụy Đình, Lạc Ứng Quân                                                                 |
| 1990         | Huynh đệ tình thâm (Thiên nhược hữu tình)                  | The Witness of Time           | 天若有情             | Hoa Cảng Sinh                 | Huỳnh Thu Sinh, Trịnh Y Kiện, Lữ Hữu Tuệ, La Mỹ Quyên, Bào Phương, Tăng Giang                                                                                  |
| 1991         | Biên thành lãng tử                                         | The black sbare               | 边城浪子             | Phó Hồng Tuyết                | Trương Triệu Huy, Tạ Ninh, Tăng Hoa Thiến, Lý Gia Thanh,Tần Bái, Lương Nghệ Linh                                                                               |
| 1992         | Nhân quỷ hồ ly                                             | The Man the Ghost and the Fox | 血濺塘西             | Yến Thái Thần                 | Thôi Gia Bảo, Ngô Vịnh Hồng, Âu Thụy Vĩ, Trần An Oánh, Chung Thục Tuệ, Lạc Ứng Quân                                                                            |
| 1992         | Huyết tiên đường Tây                                       | Once Upon a Time in Hong Kong | 極度空靈             | Hà Siêu                       | Vương Kiệt, Đặng Tụy Văn, Trương Phượng Ni, Trần An Oánh, Hà Quốc Vinh, Trần Quốc Bang, Lý Lệ Lệ                                                               |
| 1992         | Cực độ không linh                                          | Tales from Beyond             | 極度空靈             | Lương Quảng                   | Đào Đại Vũ, Thái Thiếu Phân, Thái Gia Lợi, La Gia Lương |
| 1993         | Nguyên chấn hiệp                                           | The Legendary Ranger          | 原振侠 (电视剧)      | Kim Thạch                     | Lê Minh, Lý Gia Hân, Chu Nhân, Vương Tĩnh Văn Hồng Hân, Tiền Gia Lạc                                                                                           |
| 2001         | Tiêu Thập Nhất Lang                                        | Treasure Raiders              | 蕭十一郎             | Tiêu Dao Hầu                  | Huỳnh Nhật Hoa, Thiệu Mỹ Kỳ, Lạc Ứng Quân, Quách Diệu Minh, Tăng Vĩ Quyền, La Mẫn Trang                                                                        |
| 2015         | Đao hạ lưu nhân (Đao kiếm lưu tình)                        | The Executioner               | 刀下留人             | Lý Tư Tỉnh                    | Huỳnh Đức Bân, Thẩm Trác Doanh, Trương Cảnh Thuần, Cung Gia Hân, Thiệu Mỹ Kì                                                                                   |
| 2016         | Cự luân II (Vòng xoay cuộc đời)                            | Brother's Keeper II           | 巨輪II               | Cao Thiên Thứ                 | Trần Triển Bằng, Tiêu Chính Nam, Trần Khải Lâm, Điền Nhụy Ni, Chung Gia Hân, Dương Minh                                                                        |
| 2017         | Thừa thắng truy kích                                       | Burning Hands                 | 乘勝狙擊             | Tưởng Thiên Long              | Trần Triển Bằng, Lâm Hạ Vy, Phó Gia Lợi, Trần Sơn Thông, Đơn Lập Văn,                                                                                          |
| 2017         | Trò chơi hôn nhân                                          | Married But Available         | 我瞞結婚了           | Trần Kiến Quốc (Jack)         | Hồng Vĩnh Thành, Huỳnh Thúy Như, Phó Gia Lợi, Huỳnh Hạo Nhiên, Trần Vỹ, Trang Tư Mẫn                                                                           |
| 2017         | Những kẻ ba hoa                                            | My Ages Apart                 | 誇世代               | Martin                        | Âu Dương Chấn Hoa, Lý Giai Tâm, Trần Hào, Giang Mỹ Nghi, Trương Kế Thông, Cung Gia Hân, Đàm Khải Kỳ                                                            |
| 2019         | Truy tìm nàng giọng cao                                    | Finding her voice             | 牛下女高音           | Đới Triển Lượng (anh Đại Bạo) | Chung Cảnh Huy, Cung Từ Ân, Trương Chấn Lãng, Tưởng Chí Quang, Âu Thoại Vĩ, Tằng Vĩ Quyền, Hà Nhạn Thi                                                         |
| 2020         | Đồng tiền có tội                                           | Of Greed And Ants             | 黃金有罪             | Long Khôn                     | Trương Triệu Huy, Tiêu Chính Nam, Hồng Vĩnh Thành, Diêu Tử Linh, Huỳnh Trí Hiền, , Hà Quảng Bái, Văn Tuyết Nhi, Trần Tự Dao,                                   |
| 2020         | Bão táp gia nghiệp (Đại tương viên)                        | The Dripping Sauce            | 大醬園               | Vạn Khải Sơn                  | Hà Quảng Bái, Cung Gia Hân, Chu Thần Lệ, Huỳnh Gia Lạc, Cung Từ Ân, Giang Gia Mẫn, Khang Hoa                                                                   |
| 2021         | Con chúng mình là nhất                                     | Plan B                        | 寶寶大過天           | Du Đại Lãng                   | Mã Quốc Minh, Sầm Lệ Hương, Thương Thiên Nga, Lý Quốc Lân |
| 2022         | Điện hạ ma mãnh                                            | Your Highness                 | 痞子殿下             | Cầu Dũng (Đại Đương Gia)      | Châu Gia Lạc, Trần Oánh,Trương Dĩnh Khang, Chu Mẫn Hãn, Vương Hạo Nhi, Tào Vĩnh Liêm.                                                                          |
| 2023         | Cánh cửa bí mật (Ẩn môn)                                   | Secret door                   | 隱門                 | Diệp Khiếu Thiên              | Trần Triển Bằng, Huỳnh Trí Văn, Thang Lạc Văn, Trương Quốc Cường, Hàn Mã Lợi, Lỗ Chấn Thuận                                                                    |

### Phim truyền hình Thiệu Thị Huynh đệ
| Năm sản xuất | Tên phim                           | Tên tiếng Anh  | Tên Tiếng Trung  | Vai diễn     | Bạn diễn                                                                                              |
| ------------ | ---------------------------------- | -------------- | ---------------- | ------------ | --- |
| 2018         | Phi hổ tiềm hành cực chiến         | Flying Tiger   | 飛虎之潛行極戰   | Cao Dật Thái | Vương Mẫn Đức, Trương Triệu Huy, Ngô Trác Hy, Trần Khải Lâm, Tạ Đông Quân, Quách Tử Hào,              |
| 2018         | Thần hộ mệnh chi bảo hiểm điều tra | Guardian Angel | 守護神之保險調查 | Tùng Ca      | Hứa Thiệu Hùng, Huỳnh Tông Trạch, Miêu Kiều Vỹ, Thang Trấn Nghiệp, Cung Từ Ân, Từ Tử San, Cao Dật Tín |

### Phim truyền hình đài ATV
| Năm sản xuất | Tên phim                               | Tên tiếng Trung | Phần phim                        | Vai diễn                     | Bạn diễn                                                             | Ghi chú                               |
| ------------ | -------------------------------------- | --------------- | -------------------------------- | ---------------------------- | -------------------------------------------------------------------- | ------------------------------------- |
| 2003         | Người yêu em muốn (Anything but here/) | 你想的爱        |                                  |                              |                                                                      |                                       |
| 2005         | Nhân vật nguy hiểm                     | 危险人物        | Vụ án diệt môn cửa hàng Bát tiên | Lục Quốc Nhân (chủ nhà hàng) | Trần Bảo Nguyên, Quan Đồ, Quan Vĩ Luân, Chu Tử Hào, Lý Khả Oánh      | Hung thủ vụ án                        |
| 2006         | Hongkong kỳ án                         | 香港奇案实录    | Vụ án đồ tể đêm mưa              | Lâm Chí Tài                  | Trường Văn Từ, Trần Khải Thái, Lý Tư Bội, Lương Mẫn Nghi, Tông Dương | Hung thủ vụ án phỏng theo Lâm Quá Vân |

### Phim truyền hình đài RTHK
| Năm sản xuất | Tên phim                            | Tên tiếng Trung | Vai diễn    |
| ------------ | ----------------------------------- | --------------- | ----------- |
| 1993         | Học và nói tiếng Quan Thoại         | 唱谈普通话      | Âu Mạn      |
| 2006         | Hồ sơ chống ma túy                  | 禁毒档案        |             |
| 2007         | Tính bổn thiện                      | 性本善          | A Cường     |
| 2009         | Giải mã ung thư                     | 癌变解码        | A Huy       |
| 2009         | Độc hải phù sinh (biển độc nổi lên) | 毒海浮生        | Ken         |
| 2012         | Đêm không ngủ (Dạ bất miên)         | 夜不眠          | Chồng A Quế |

### Phim truyền hình đài Đài Thị (TTV) Đài Loan
| Năm sản xuất | Tên phim          | Tên tiếng Trung | Vai diễn      | Bạn diễn                                             |
| ------------ | ----------------- | --------------- | ------------- | ---------------------------------------------------- |
| 1991         | Hoan lạc anh hùng | 歡樂英雄        | Tiểu Hỏa Tinh | Tiêu Tường, Huệ Anh Hồng, Thẩm Mạnh Sinh, Tăng Giang |

### Phim truyền hình đài HVD Malaysia
| Năm sản xuất | Tên phim      | Vai diễn    |
| ------------ | ------------- | ----------- |
| 1996         | Nợ sai (错债) | Cố Khải Nam |

### Phim truyền hình Trung Quốc Đại Lục
| Năm sản xuất       | Tên phim                                    | Tên tiếng Trung    | Vai diễn         | Bạn diễn |
| ------------------ | ------------------------------------------- | ------------------ | ---------------- | --- |
| 2005               | Liêu Trai chí dị phần 2                     | 聊斋志异2          | Vi Diệc Kỳ       | Trần Hạo Dân, Giả Thanh, Trần Đại Vỹ, Hàn Tuyết, Lục Nguyệt, Chung Thục Tuệ, Nghiêm Khoan, Lưu Phẩm Ngôn, Bành Vu Yến, Dương Mân Na, Trương Tây, Tôn Diệu Uy, Lưu Tuyết Hoa, Hà Trung Hoa |
| 2007               | Bát tiên toàn truyện                        | 八仙全傳           | Thiết Quải Lý    | Quách Tấn An, Giả Thanh, Trần Đại Vỹ (Trần Mục Dương), Thi Vũ, Khang Hoa, Hà Trung Hoa, Quách Thiện Ni, Mao Lâm Dĩnh, Thiệu Truyền Dũng                                                   |
| 2008               | Đa tình nữ nhân si tình nam/ Duyên tình     | 多情女人痴情男     | Châu Uẩn Minh    | Giả Thanh, Kim Giai, Trần Hạo Dân, Nhạc Diệu Lợi, Thi Vũ, Mao Lâm Dĩnh, Trần Tú Văn, Thiệu Truyền Dũng                                                                                    |
| 2008               | Cha tôi gọi tôi vào lúc bình minh           | 爸爸天亮叫我       | Hổ gia           | Thi Vũ, Thiệu Truyền Dũng, Ngô Mạnh Đạt, Khang Hoa, Trương Tuyết Nghênh, Mao Lâm Dĩnh |
| 2008               | 1000 giọt nước mắt                          | 一千滴眼淚         | Giang Vĩnh Niên  | Chu Nhân, Lưu Khải Uy, Phùng Thiệu Phong, Lưu Đan, Chung Thục Tuệ |
| 2008               | Vịnh Thâm Quyến                             | 深圳湾             | Chu Thiếu Hùng   | Sư Tiểu Hồng, Phó Xung, Dư Giả Lỗi, Trịnh Bình |
| 2010               | Đại Đường nữ tướng Phàn Lê Hoa              | 大唐女将樊梨花     | Phàn Hồng        | Tần Lam, Lưu Khải Uy, Vương Nghiên Tô, Ngô Nghị Tướng, Lạc Đạt Hoa |
| 2011               | Cuộc sống của cô ấy                         | 她的一生           | Kim Thạch Quyền  | Quyên Tử, Hà Chính Quân, Lữ Nhất, Cao Hạo, Hác Trạch Gia, Khương Đại Vệ, Thi Vũ, Khương Hoa, Lâm Gia Xuyên                                                                                |
| 2011               | Thiếu lâm tự truyền kỳ đại mạc anh hào      | 少林寺传奇3        | Hà Trường Minh   | Hồng Kim Bảo, Bảo Quốc An, Lưu Gia Huy, Nguyên Hoa, Tạ Miêu, Tôn Dĩnh Hâm, Lý Uyên, Kế Xuân Hoa, Hứa Minh Hổ, Tào Tuấn                                                                    |
| 2011               | Thủy Hử tiền truyện nghĩa đảm trung hồn     | 水浒前传之义胆忠魂 | Tôn Vạn Phúc     | Thích Tích, Vu Thanh Bân, Lương Tuấn Nhất |
| 2011               | Thất phẩm quan chi ma                       | 七品芝麻官         | Lý Trung         | Trịnh Tắc Sĩ, Uyển Quỳnh Đan, Lưu Đình Vũ, Lạc Đạt Hoa |
| 2011               | Cắt tóc kỳ duyên                            | 剪爱美发奇缘       | Lưu Chí Hạo      | Tăng Giang, Trần Toa Lỵ, Lê Nhất Huyên |
| 2012               | Bí mật bị bỏ quên                           | 藏心术             | Tôn Đại Anh      | Kiểu Chấn Vũ, La Tấn, Khương Đại Vệ, Hà Thạch Minh, Thẩm Hải Dung, Tưởng Y Y ,Châu Mục Nhân                                                                                               |
| 2012               | Khuynh Thành Tuyết                          | 倾城雪             | Bạch Thường Hỉ   | Đổng Khiết, Đỗ Thuần, Tào Hy Văn, Cao Hạo, Trương Thần Quang, Huỳnh Hải Băng, Trương Gia Nghê, Đặng Tụy Văn                                                                               |
| 2012               | Nữ nhân của vua                             | 王的女人           | Phạm Tăng        | Trần Kiều Ân, Minh Đạo, La Tấn, Viên San San, Trần Hiểu, Dương Dung, Phàn Thiếu Hoàng, Đồng Lệ Á                                                                                          |
| 2013               | Phong hỏa giai nhân                         | 烽火佳人           | Đỗ Thụy Đạt      | Thư Sướng, Trần Kiện Phong, Kiều Chấn Vũ, Ngô Cẩn Ngôn, Lý Quốc Lân |
| 2013               | Thiên long bát bộ                           | 天龙八部           | Chung Vạn Cừu    | Chung Hán Lương, Hàn Đống, Kim Ki Bum, Giả Thanh, Trương Mông, Mao Hiểu Đồng, Trương Hinh Dư,                                                                                             |
| 2013               | Vương giả thanh phong (Đường đến ngai vàng) | 王者清风           | Tống Tri Dung    | Hà Thịnh Minh, Cao Dương, Tưởng Mộng Tiệp, Mã Văn Long, Thang Trấn Nghiệp, Thang Trấn Tông                                                                                                |
| 2013               | Mê cục 1927                                 | 迷局1927           | Hà Bành Hồi      | Hoàng Giác, Lưu Đào, Trương Quốc Khánh, Vương Vĩnh Cường, Vạn Ny Ân, Lư Kim Thông, Hác Lạc Quân, Đương Văn Long                                                                           |
| 2014               | Phong thần bảng anh hùng                    | 封神英雄榜         | Bỉ Can           | Trần Kiên Phong, Trương Hinh Dư, Trương Địch, Trương Minh Minh, Trịnh Diệc Đồng, Ngô Khánh Triết, Khương Hồng, Trịnh Bằng Phi, Trương Lệ Văn, Lý Tiến Vinh                                |
| 2014               | Kim Ngọc Dao                                | 金玉瑶/            | Thẩm phụ         | Đàm Khải, Quách Thiên Ny, Tô Thanh, Trương Minh Minh, Kiều Chấn Vũ, Chu Mục Nhân, Từ Thiếu Cường                                                                                          |
| 2014               | Kỳ ngộ tuyệt vời                            | 美妙的情缘         | Vương Bác        | Dĩnh Nhi, Vương Truyền Nhất, Trần Bội Kiê, Giang Thục Na |
| 2014               | Vang mã phỉ nương tử                        | 响马匪娘子         | Tống Lão Bản     | Cảnh Tình, Dương Triết, Ngô Tĩnh Nhất, Trần Đại Vỹ (Trần Mục Dương), |
| 2014               | Du Dương Thu                                | 榆陽秋             | Tăng Tĩnh Ba     | Tưởng Nghị, Hải Lục, Lữ Tụng Hiền, Chiến Kỳ, Đổng Tư Vũ, Vương Cương |
| 2015               | Thâm trạch tuyết                            | 深宅雪             | Phương Hoành Bác | Tập Tuyết, Diêu Dịch Thần, Trương Minh Minh, Lưu Manh Manh, Lưu Tuyết Hoa, Lý Lập Quần, Diệp Đồng, Trần Mỹ Kỳ                                                                             |
| 2017               | Bảo vệ người đẹp (thủ hộ lệ nhân)           | 守护丽人           | Lâm Thế Uyên     | Lý Tiểu Lộ, Trương Dịch, Ngô Cẩn Ngôn |
| 2017               | Vân điên chi thượng (Phía trên đỉnh mây)    | 云巅之上           | Tả Cương         | Trần Hiểu,Viên San San, Quách Hiểu Đông, Tưởng Mộng Tiệp, Trương Triết Hãn,Mễ Nhiệt, Hà Hoằng San, Thái Văn Tĩnh                                                                          |
| 2019               | Tuổi trẻ của ai không nổi loạn              | 谁的青春不叛逆     | Điêu Tổng        | Mao Hiểu Đồng, Vu Mông Lung, Kim Hãn, Lương Đại Duy |
| 2021               | Thế giới không nhìn vào khuôn mặt           | 這個世界不看臉     | Cừu Trí Kiệt     | Trương Lỗ Nhất, Ngô Thiến, Trương Manh, Cái Nguyệt Hy, Vương Tân Kiều, Hà Mỹ Điền |
| 2022               | Tên của các cô ấy                           | 她們的名字         | Lục Đổng         | Tần Hải Lộ, Kim Thế Giai, Bạch Băng, Đới Hướng Vũ, Quách Hiểu Đình |
| 2023               | Nắng gắt bên tôi                            | 骄阳伴我           | Giản Trung Đức   | Bạch Bách Hà, Tiêu Chiến |
| Đang chờ phát sóng | Đại bàng đơn độc                            | 孤鹰               |                  | Hạ Vũ, Đàm Trác, Lý Tông Hàn, Tổ Phong |

### Web drama
| Năm phát sóng  | Tên phim                             | Tên tiếng trung/tiếng Anh | Vai diễn                    | Diễn viên                                                                                                   | Lưu ý                      |
| -------------- | ------------------------------------ | ------------------------- | --------------------------- | --- | -------------------------- |
| Youku, Youtube |                                      |                           |                             | |                            |
| 2017           | Phản hắc                             | 反黑 - Anti black         | Hàn Bân                     | Trần Tiểu Xuân, Trần Quốc Khôn, Lý Xán Sâm, Vương Hợp Hỉ, Bành Kính Từ, Trần Gia Hoàn,                      |                            |
| Iqiyi          |                                      |                           |                             | |                            |
| 2018           | Người cha ăn chay                    | 吃素的小爸                | Diệp Vĩnh Xuân              | Lữ Tụng Hiền, Thiệu Truyền Dũng, Ngô Khải Hoa, Trần Hạo Dân, Tạ Quân Hào, Tuyên Huyên, Hà Mỹ Điền, Ông Hồng |                            |
| Big big chanel |                                      |                           |                             | |                            |
| 2018           | tôi là người đàn ông già             | 我老细唔系人              |                             | |                            |
| Youku          |                                      |                           |                             | |                            |
| 2019           | Lực lượng cơ động PTU                | PTU机动部队               | Lôi Phi Long                | Thái Trác Nghiên, Phương Trung Tín, Đàm Diệu Văn,Trương Kế Thông, Ôn Bích Hà, Chung Thục Huệ                | Đơn vị sản xuất: Anh Hoàng |
| 2020           | Bồng lai gian                        | 蓬莱间/Fairyland Lovers   | Thượng Quan Luyện (Mãng Xà) | Bạch Vũ, Trịnh Chương, Quý Tiêu Băng, Trần Ý Hàm, Lý Minh Đức                                               |                            |
| 2021           | Hắc kim phong bạo (Cơn bão vàng đen) | 黑金風暴                  | Cao Thiệu Cương             | Hoàng Hạo Nhiên, Chu Tú Na, Mạch Trường Thanh, Hứa Tĩnh Vận, Ngô Khải Hoa, Quách Chính Hồng, Lâm Vĩ Thần,   |                            |
| Mango TV       |                                      |                           |                             | |                            |
| 2021           | Bí mật không thể yêu                 | 不能恋爱的秘密            | Lý Diệu Huy                 | Lưu Dịch Sướng, Viên Vũ Huyên, Trương Tư Phàm, Hứa Hiểu Nặc,                                                |                            |
| 2021           | Thiên mục nguy cơ                    | 天目危機                  | Lý Tú Phu                   | Trương Duệ, Lưu Học Nghĩa, Miêu Kiều Vỹ, Trương Hiểu Toàn                                                   |                            |

## Phim điện ảnh
| Năm sản xuất | Tên tác phẩm                                   | Vai diễn                       | Tên tiếng trung        | Tên tiếng Anh                                       | Bạn diễn                                                                                    | Lưu ý                                              |
| ------------ | ---------------------------------------------- | ------------------------------ | ---------------------- | --------------------------------------------------- | ------------------------------------------------------------------------------------------- | -------------------------------------------------- |
| 1987         | Trích Tiên Ký                                  |                                | 谪仙记                 |                                                     | Hà Mỹ Điền, Hà Quý Lâm, Lâm Lập Tam, Trịnh Dụ Linh                                          |                                                    |
| 1987         | Cảnh liêm chi gian                             |                                | 警廉之间               | Partners and Rivals                                 | Lưu Tùng Nhân, Trịnh Dụ Linh, Tăng Giang, Trịnh Hạo Nam,                                    |                                                    |
| 1988         | Tiền thế (Kiếp trước                           | A Nhân                         | 前世                   | The Exorcist's Affair                               | Lư Quan Đình, Trần Nhã Luân                                                                 | Đơn vị sản xuất: TVB                               |
| 1989         | Chị em hoa cầu vồng                            | Lâm Tuấn Kiệt                  | 霓虹姊妹花             | The Mamasan                                         | Lam Khiết Anh, Lương Bội Linh, Hứa Thiệu Hùng, Liễu Ảnh Hồng, Huỳnh Đức Bân                 | Đơn vị sản xuất: TVB                               |
| 1990         | Toronto Trúc Thăng Muội                        | Diệp Đường                     | 多伦多竹升妹           |                                                     | Lưu Ải Thi, Chu Quốc Lân, Ngô Khải San, Miêu Khả Tú, Lâm Khiết Oánh,                        |                                                    |
| 1990         | Lòng biết ơn không lời                         | Cao Văn Tín                    | 无言感激               | Silence Love                                        | Lưu Mỹ Quyên, Lê Chỉ San                                                                    |                                                    |
| 1990         | Oán khúc mùa thu của nam vũ công siêu cấp      |                                | 秋天怨曲之超级舞男     |                                                     | Lưu Thục Hoa, Khâu Long, Quảng Dĩnh Nhân                                                    |                                                    |
| 1991         | Thiết hán nhu tình                             | Lý Tuấn                        | 铁汉柔情               | Big Brother / Iron Man Soft Love /The Young Dragons | Vạn Dục Lương, Ngô Gia Lệ, Lý Lệ Nhụy, Hoàng Chí Cường                                      |                                                    |
| 1991         | Cách thế duyên                                 | Mạch Diệu Tổ/Mạch Kỳ           | 隔世缘                 | Dejavu in Budapest                                  | Chu Bảo Ý, La Lan, Hồ Phong, Lâm Yến Minh, Phan Chấn Vĩ                                     |                                                    |
| 1991         | Thiên sứ đặc cảnh/Dã chiến thần phong          | Nguyễn Chí Dũng/ Tiểu Việt Nam | 天使特警               | Angel Force                                         | Lý Tái Phụng, Lâm Tuấn Hiền                                                                 |                                                    |
| 1992         | 24 giờ kinh thiên động địa                     |                                | 惊天24小时             | The Truth of a Killer                               | Trang Tĩnh Nhi, Chung Thiếu Đường, Chung Quốc Nhân                                          |                                                    |
| 1992         | Lê hoa kiếp                                    |                                | 梨花劫                 | Shattered Dream                                     | Trần Tú Văn, Lâm Kỳ Hân, Lâm Gia Đống                                                       | Đơn vị sản xuất: TVB                               |
| 1993         | Thảm án diệt môn                               | A Kiện                         | 灭门惨案之孽杀         | The daughter of darkness                            | Chung Thục Tuệ, Hà Gia Câu, Huỳnh Thu Sinh                                                  |                                                    |
| 1993         | Khi có rắc rối, không có lối thoát/Thầm mến em | Ben                            | 暗恋你                 | Kapag may Gusot Walang Lusot/Secret Admirer         | Gabby Concepcion,Nanette Medved, Rey 'PJ' Abellana, Jinky Oda, Tweety Au                    | Phim Philippines                                   |
| 1994         | Vua cờ bạc ngầm                                | Đại Hoàng Quan                 | 地下赌王               | Gambling Baron                                      | Mạc Thiếu Thông, Trương Triệu Dương, Ngô Tuyết Văn                                          |                                                    |
| 1994         | Người anh biến thái                            | Hoàng Quan Thao                | 替天行道之杀兄         | The brother of darkness                             | Chung Thục Tuệ, Hà Gia Câu                                                                  |                                                    |
| 1994         | Vượt qua biên giới Uy Long                     | Phương Hạo Dân                 | 越界威龙               | Strike back                                         | Tiền Hàn Quần, Lý Cẩm Mai, Tạ Thiều Quang                                                   | Phim Singapore                                     |
| 1994         | Hủy thi diệt tích                              | David                          | 毁尸灭迹               | Guilty or Innocent                                  | Trần Dĩnh Chi,Tư Mã Yến, Phạm Ái Khiết                                                      |                                                    |
| 1994         | Đoạt mạng tiếp xúc                             | Robert                         | 夺命接触               | Fatal Encounter                                     | Quách Chính Hồng, Âu Dương Chấn Hoa, Chung Thục Tuệ, Vương Duy Đức                          | Đạo diễn chính                                     |
| 1994         | Vẫn là tốt nhất cho bạn                        | George                         | 还是觉得您最好         | The Wife and Husband                                | Chung Thục Tuệ, Huỳnh Thu Sinh                                                              | Đạo diễn, biên kịch chính                          |
| 1995         | Nghiệt tình                                    | Công tố viên                   | 孽恋                   | Infatuation                                         | Diệp Phương Hoa, Chu Khiết Nghi, Hoàng Côn Trọng                                            |                                                    |
| 1995         | Hiệp sĩ mù tái chiến giang hồ                  | Từ Trạm                        | 盲侠之再战江湖         | A Step to Heaven                                    | Long Phương, Chung Thục Tuệ, Hoàng Kỳ Phong, Lâm Minh Na,                                   |                                                    |
| 1996         | Hỏa uyên ương                                  | Bành Chấn                      | 火鸳鸯                 | The wild couple                                     | Trương Diệu Dương, Chung Thục Tuệ, Ngô Nghị Tướng                                           |                                                    |
| 1996         | Đặc cảnh phục ma                               | Dư Hoa                         | 特警伏魔               |                                                     | Thái Nghiệp Tín, Trương Diệu Dương,                                                         |                                                    |
| 1996         | Cách mạng Tân Hợi của Hoàng Phi Hồng           | Vạn Khuynh Lãng                | 黄飞鸿之辛亥革命       | Wong Fei Hung series: the final victory             | Triệu Văn Trác, Trịnh Bội Bội, Thiệu Mỹ Kỳ,                                                 |                                                    |
| 1997         | Vụ án hiến tế Toa Payoh/ Đuổi tận giết tuyệt   | Athur Sin                      | 赶尽杀绝/ 大巴窑杀童案 | God or dog                                          | Trần Úy Linh, Trịnh Kiều Lệ,                                                                | Phim Singapore + Đạo diễn chính + Vai chính        |
| 1998         | Có giết sai không có tình yêu sai              | A Thành                        | 有杀错无爱错           | No time for two                                     | Huệ Thiên Tứ, Chung Thục Tuệ                                                                | Biên kịch chính                                    |
| 1999         | Cổ hoặc tử tái chiến biên giới                 |                                | 古惑仔之再战边沿       | Street Kids: Dangerous Run                          | Dương Ngọc Mai, Tiền Tiểu Hào, Lạc Đạt Hoa                                                  |                                                    |
| 1999         | Hồng tường đạo ảnh                             |                                | 红墙盗影               | Millennium Dragon                                   | Nguyên Bưu, Ngô Nghị Tướng, Tiền Tiểu Hào, Chung Thục Tuệ                                   |                                                    |
| 1999         | Độc phụ nhân tâm                               | Paul                           | 最毒妇人心             | The evil of the women heart                         | Chung Khiết Di, Dư Thiếu Bảo                                                                |                                                    |
| 2000         | Vị trí của xã đoàn                             |                                | 社团之捻位             | Take Top                                            | Huỳnh Thu Sinh, Hoàng Quan Lượng, Doãn Dương Minh,                                          | Đạo diễn chính                                     |
| 2000         | Kỳ án thi thể kỳ lạ ở Đông Phù                 |                                | 惊幻奇案之尖东浮尸     | Tsimshatsui Floating Corpse                         | Âu Cẩm Đường, La Tuệ Quyên, Hoàng Văn, Khương Hạo Văn,                                      |                                                    |
| 2000         | Thuận theo tự nhiên                            |                                | 顺其自然               | Let it be                                           | Hoàng Thu Sinh, Ngô Gia Lệ, Hoàng Quang Lượng, Lưu Dĩ Đạt                                   | Đạo diễn chính                                     |
| 2000         | Tiếng súng lãng mạn                            |                                | 浪漫枪声               | Romancing Bullet                                    | Lý Tu Hiền, Vạn Uyển Thư, Mạc Thiếu Thông                                                   |                                                    |
| 2000         | Thiên thần kiếp                                | Quách Dân                      | 天神劫                 | Gods robbery/ Spell of the Statue / Our Last Day    | Dương Ngọc Mai, Lương Thông, Hồng Phong,Trần Quốc Văn, Phàn Du Anh                          | Thiết kế hành động chính                           |
| 2000         | Giang hồ cáo cấp                               | Đại Khẩu Liên                  | 江湖告急               | The Triad Zone                                      | Lương Gia Huy, Ngô Quân Như, Huỳnh Thu Sinh, Trần Dịch Tấn,                                 |                                                    |
| 2000         | Mãnh thú hình cảnh                             | Trần Gia Thượng                | 猛兽刑警               | I will eat you                                      | Lương Thông, Dương Ngọc Mai, Hồng Phong                                                     | Thiết kế hành động                                 |
| 2000         | Bài ca gió lớn/Kích tình nam nữ                |                                | 大风歌/激情男女        |                                                     | Vương Hinh Bình, Quách Tú Vân, Thiệu Trọng Hành, Nghiêm Hạo                                 |                                                    |
| 2001         | Bờ vực tuyệt vọng                              |                                | 绝望边缘               | Desperation Verge                                   | Giang Minh Huy, Tiêu Y Đình, Chiêm Bỉnh Hi,Trần Quốc Quyền                                  |                                                    |
| 2001         | Món canh thịt người                            | A Lạc (hung thủ)               | 人頭豆腐湯             | There is a Secret in My Soup                        | Vương Mẫn Đức, Thang Doanh Doanh, Trương Vịnh Nghiên, Thiệu Truyền Dũng                     | Phỏng theo vụ án Hello Kitty                       |
| 2002         | Tân Bánh bao xá xíu nhân thịt người            | Vương Chí Hằng                 | 人肉叉烧包             | Bloody Buns                                         | Hà Gia Câu, Mạch Vĩ Kiên                                                                    | Phiên bản điện ảnh                                 |
| 2002         | Mê ly đương án chi du hí âm dương giới         |                                | 迷离档案之游戏阴阳界   | Black Nightmare                                     | Tào Tra Lý, Hà Gia Câu                                                                      |                                                    |
| 2002         | Người sói khát máu/Dã lang                     | Mark                           | 嗜血人狼/野狼          | Colour of Pain                                      | Huỳnh Hạo Nhiên, Doãn Tử Duy, Hà Siêu Liên,                                                 |                                                    |
| 2002         | Không có lối thoát (Đường cùng)                |                                | 走投无路               |                                                     | Chung Thục Tuệ, Hoàng Tử Dương, Cao Phi, Ngô Nghị Tướng                                     | Quay ngoại cảnh ở Hongkong, Thái Lan               |
| 2002         | Hồ sơ tiếp xúc xã hội: Bệnh viện đoạt mạng     |                                | 社会档案之夺命医院     |                                                     | Sử Hồng Ba, Trịnh Diễm Lệ                                                                   |                                                    |
| 2003         | Phúc bá                                        | Thứu Ca                        | 福伯                   | Fubo                                                | Trương Đồng Tổ, Lý Tư Tiệp, Jacob Mense                                                     |                                                    |
| 2003         | Thế giới quỷ dị                                |                                | 灵异鬼世界             | The World of Ghosts                                 | Sử Hoành Ba, Trịnh Diễm Lệ,Hà Gia Câu, La Gia Anh                                           | Đạo diễn                                           |
| 2003         | Chống cốt tặc                                  |                                | 反骨贼                 |                                                     | Lâm Vĩ Kiện, Khâu Nguyệt Thanh, Nhan Sĩ Vấn, Lý Long Cơ                                     |                                                    |
| 2004         | Giang hồ                                       | Lão Đại                        | 目標大佬               | Blood brother                                       | Lưu Đức Hoa, Trương Học Hữu, Trần Quán Hi, Đỗ Vấn Trạch, Ngô Thanh Liên, Miêu Kiều Vĩ       | Khách mời                                          |
| 2004         | Câu chuyện tình yêu hiện đại                   | Trương Tử Phong                | 现代爱情故事           | Modern Love Story                                   | Lý Lung Di, Hồng Trí Kiệt                                                                   |                                                    |
| 2004         | Cảnh sát siêu cấp                              | Lục Phi                        | 超索型警               | Hot cop in the city                                 | Quách Thiện Ni, Lưu Dĩ Đạt, Đặng Kiện Hoằng                                                 |                                                    |
| 2004         | Cưng à em ở đâu                                | Đương Quy                      | 宝贝你在哪儿           |                                                     | Kinh Oánh, Đường Đường, Khương Hạo Văn                                                      |                                                    |
| 2004         | Vợ chỉ có một                                  | Lưu Thanh Tiêu                 | 老婆就一个             | Lao Hao's Story                                     | Quách Thiện Ni, Tô Đình Thạch                                                               |                                                    |
| 2005         | Mãnh Long                                      | Đoàn Biên Báo                  | 猛龙                   | Dragon Squad                                        | Ngô Kiến Hào, Dư Văn Nhạc, Hạ Vũ, Huỳnh Thánh Y                                             |                                                    |
| 2005         | Võng                                           | Âu Dương lão bản               | 网                     | The Network                                         | Trần Nguyên Siêu, Hinh Tử,Trần Tuấn Quân                                                    |                                                    |
| 2006         | Lục Tiểu Phụng truyền kỳ phần tú hoa đại đạo   | Giang Trọng Uy                 | 陆小凤传奇之绣花大盗   |                                                     | Trương Trí Lâm, Trương Đạt Minh, Chu Hồng, Ngô Đình Diệp                                    | Phát sóng tại Trung Quốc: CCTV6                    |
| 2010         | Tàn Tuyết phi ca                               | Tống Thế Hào                   | 残雪飞歌               |                                                     | Dương Tịnh Như, Lý Kim Nga, Trần Mục Dương, Kiều Nhược Hi,                                  | Đạo diễn chính Đơn vị sản xuất: Trung Quốc Đại Lục |
| 2010         | Tam Nương liều mạng                            | Tôn phụ                        | 拼命三娘               |                                                     | Dương Tịnh Như, Lương Tuấn Nhất, Kim Mộng Siêu, Hình Kỳ Kỳ, Chu Trọng                       |                                                    |
| 2011         | Bắc giác                                       | Tạ Hữu Tài                     | 北角                   | North point                                         | Chung Thục Tuệ, Lâm Tuyển Kiện, Tăng Hạnh                                                   | Nhà sản xuất                                       |
| 2011         | Cuộc thi sắc đẹp                               | Giám khảo                      | 选美                   |                                                     | Hà Mỹ Điền, Ngô Quân Thầm, Mục Đình Đình, Trần Nhất Nặc, Đổng Ngạn Lân, Vương Dục Đan       | Đạo diễn                                           |
| 2011         | Đoạn hồn của bệnh viện tâm thần                | A Điền                         | 魂断疯人院             |                                                     | Dương Tịnh Như, Giang Dương, Tôn Kiên, Hoàng Thi Giai                                       | Sản xuất: Trung Quốc Đại Lục, Vai trò: Khách mời   |
| 2012         | Hold sống trong tình yêu                       | Đào Đại Vĩ                     | hold住爱               | Holding love                                        | Dương Mịch, Lưu Khải Uy, Chu Tú Na, Vương Cảnh Xuân                                         |                                                    |
| 2013         | Quét độc                                       | Hoàng Văn Đức                  | 扫毒                   | The White Storm                                     | Cổ Thiên Lạc, Trương Gia Huy, Viên Tuyền, Lưu Thanh Vân                                     |                                                    |
| 2015         | Tinh ngữ tâm nguyện tái tình yêu               | Giáo sư                        | 星语心愿之再爱         | Fly me To Venus                                     | Vương Truyền Quân, Đổng Duy Gia, Trần Diệc Phi                                              |                                                    |
| 2017         | Khi nào trăng sáng                             | Tiêu Cửu                       | 明月几时有             | Our time will come                                  | Châu Tấn, Bành Vu Yến, Hoắc Kiến Hoa, Diệp Đức Huy, Lương Gia Huy,                          |                                                    |
| 2017         | Xuân Kiều và Chí Minh                          | Phi Ưng ca                     | 春娇救志明             | Love off the cuff                                   | Dương Thiên Hoa, Tần Bái, Tưởng Mộng Tiệp, Dư Văn Nhạc                                      |                                                    |
| 2018         | Truy đuổi hung thủ                             |                                | 追凶者                 | Chaser                                              | Lương Mẫn Nghi, Lương Diễm Mãn, Diễm Hạo                                                    |                                                    |
| 2019         | Liêm chính phong vân                           | Cao Chính Văn                  | 廉政风云               | Integrity                                           | Lưu Thanh Vân, Trương Gia Huy, Lâm Gia Hân, Viên Vịnh Nghi, Phương Trung Tín, Trần Gia Lạc, |                                                    |
| 2019         | Cửu Long bất bại                               | Lê Vĩnh Kiên                   | 九龍不敗               | The Invincible Dragon                               | Trương Tấn, Anderson Silva, Trịnh Gia Dĩnh, Lưu Tâm Du                                      |                                                    |
| 2019         | Lời nói dối của nhà văn: Bút trung dụ tội      | Mâu Tử Cần                     | 作家的谎言：笔忠诱罪   | Deception of the Novelist                           | Trương Kiến Thanh, Tùng Cương Lý Na, Hà Bội Du, Trần Hạo Dân,                               |                                                    |
| 2020         | Dàn hợp xướng nhiệt huyết                      | La Học Quần                    | 热血合唱团             | Find your voice                                     | Lưu Đức Hoa, Trần Bội Hoa, Cổ Ngọc Phân, Trần Huệ Trung. Hứa Chí Dũng                       |                                                    |
| 2020         | Răng khôn                                      | Đại Sir                        | 智齿                   | Limbo                                               | Lâm Gia Đống, Lưu Nhã Sắt, Lý Thuần                                                         |                                                    |
| 2021         | Hành động chống đua xe                         | Đỗ Gia Huy                     | 反飆車行動             | Anti Racing Action                                  | Tạ Thiên Hoa, Trương Cảnh Thuần, Lý Tu Hiền                                                 |                                                    |
| 2022         | Thanh diện tu la                               | Cố Tử Ca                       | 青面修罗               | Song of the Assassins                               | Phùng Thiệu Phong, Hồ Quân, Kim Thần, Vương Khánh Tường                                     |                                                    |
| 2022         | Vẻ đẹp của trái tim                            | Lý Long Cơ                     | 心里美                 | Pretty Heart                                        | Dư Hương Ngưng, Vương Hạo Tín, La Gia Anh, Chu Mỹ Phượng                                    |                                                    |
| 2023         | Cha mẹ phi thường của tôi/ Nhất lộ đồng hành   | Chu Quốc Cường                 | 我的非凡父母/一路瞳行  | Sunshine of My Life                                 | Huệ Anh Hồng, Ngô Thiên Vũ, Trần Tú Nhi                                                     |                                                    |

## Tác phẩm đạo diễn, biên kịch và các công việc hậu trường khác

### Tác phẩm đạo diễn
| Năm       | Tên phim                                     | Tên tiếng Trung        | Tên tiếng Anh         | Quốc gia sản xuất  | Diễn viên                                                              | Ngôn ngữ                                                       | Ghi chú         |
| --------- | -------------------------------------------- | ---------------------- | --------------------- | ------------------ | ---------------------------------------------------------------------- | -------------------------------------------------------------- | --------------- |
| 1994      | Đoạt mạng tiếp xúc                           | 夺命接触               | Fatal Encounter       | Hongkong           | Âu Dương Chấn Hoa, Quách Chính Hồng, Chung Thục Tuệ, Ngô Đại Dung      | Tiếng Quảng Đông, tiếng Quan Thoại                             |                 |
| 1994      | Nhà tù tử thần                               | 死亡监狱               | The jail of no return | Hongkong           | Richard Grosse, Hoàng Tử Dương, Cốc Phong                              | Tiếng AnhTiếng Quảng Đông                                      |                 |
| 1994      | Vẫn cảm thấy tốt nhất cho bạn                | 还是觉得您最好         | Husband and Wife      | Hongkong           | Chung Thục Tuệ, Ngô Đại Dung, Huỳnh Thu Sinh                           | Tiếng Quảng Đông                                               |                 |
| 1997      | Vụ án hiến tế Toa Payoh/ Đuổi tận giết tuyệt | 赶尽杀绝/ 大巴窑杀童案 | God or Dog            | Singapore          | Trần Úy Linh, Ngô Đại Dung, Hồng Quốc Duệ                              | Tiếng Quảng Đông, tiếng Phúc Kiến, Tiếng Anh, tiếng Quan Thoại |                 |
| 2000      | Thuận theo tự nhiên                          | 顺其自然               | Let it be             | Hongkong           | Hạ Bình, Hoàng Quang Lượng, La Quan Lan, Hùng Tiểu Vân,                | tiếng Quảng Đông                                               |                 |
| 2000      | Vị trí của xã đoàn                           | 社团之捻位             | Take Top              | Hongkong           | Huỳnh Thu Sinh, Hoàng Quan Lượng, Doãn Dương Minh, Ngô Đại Dung        | tiếng Quảng Đông                                               |                 |
| 2003      | Thế giới quỷ dị                              | 灵异鬼世界             | The World of Ghosts   | Hongkong           | Sử Hoành Ba, Trịnh Diễm Lệ, Hà Gia Câu, La Gia Anh, Ngô Đại Dung       | Tiếng Quảng Đông                                               |                 |
| 2005      | Đừng phụ tuổi trẻ                            | 莫负青春               |                       | Trung Quốc Đại Lục | Trương Tuệ Nghi, Lôi Lôi, Bành Tân Trí                                 | Tiếng Quan thoại                                               |                 |
| 2009      | Hung thảo kỳ đàm                             | 凶草奇谈               |                       | Trung Quốc Đại Lục | Diệp Thanh Thanh, Hầu Kinh Kiện, Lưu Nghiên Hy、Bành Tĩnh              | Tiếng Quan thoại                                               |                 |
| 2010      | Thần toán tử                                 | 神算子                 |                       | Trung Quốc Đại Lục | Tống Dương, Lý Kim Nga, Phan Quan Nam, Trương Hạo Nhiên                | Tiếng Quan Thoại                                               |                 |
| 2010      | Gả sai                                       | 错嫁                   |                       | Trung Quốc Đại Lục | Chu Nhất Long, Ngô Tĩnh Nhất, Trần Mục Dương, Kiều Nhược Hi            | Tiếng Quan Thoại                                               |                 |
| 2010      | Sinh tử ám phiêu                             | 生死暗镖               |                       | Trung Quốc Đại Lục | Tống Dương, Trần Chân Hy, Lý Kim Đệ                                    | Tiếng Quan Thoại                                               |                 |
| 2010      | Tàn tuyết phi ca                             | 残雪飞歌               |                       | Trung Quốc Đại Lục | Dương Tịnh Như, Trần Mục Dương, Ngô Đại Dung, Lý Kim Đệ, Kiều Nhược Hi | Tiếng Quan Thoại                                               |                 |
| 2010      | Dân quốc mê án/Huyết ngọc chú                | 民国迷案               |                       | Trung Quốc Đại Lục | Chu Nhất Long, Bành Quán Anh                                           | Tiếng Quan Thoại                                               | Đạo diễn 16 tập |
| 2010-2011 | Bí ẩn những người rời khỏi núi               | 离山野人之谜           |                       | Trung Quốc Đại Lục | Vương Nghệ Đồng, Triệu Gia Lâm, Lý Kim Đệ, Vu Thanh Bân, Hà Lý Ninh    | Tiếng Quan Thoại                                               |                 |
| 2011      | Mệnh hệ cầm huyền                            | 命系琴弦               |                       | Trung Quốc Đại Lục | Trần Mục Dương, Kiều Nhược Hi, Lý Kim Nga, Tưởng Y Y, Bình An          | Tiếng Quan Thoại                                               |                 |
| 2011      | Sứ mệnh tuyệt mật                            | 绝密使命               |                       | Trung Quốc Đại Lục | Chu Nhất Long, Quan Tuệ Khanh, Triệu Gia Lâm, Lý Kim Đệ                | Tiếng Quan Thoại                                               |                 |
| 2011      | Cuộc thi sắc đẹp                             | 选美                   |                       | Trung Quốc Đại Lục | Ngô Quân, Hà Mỹ Điền, Mục Đình Đình, Trần Nhất Nặc, Ngô Đại Dung       | Tiếng Quan Thoại                                               |                 |
| 2011      | Hồn đoạn phong nhân viện                     | 魂断疯人院             |                       | Trung Quốc Đại Lục | Giang Dương, Dương Tịnh Như, Tôn Kiên, Hoàng Thi Giai, Ngô Đại Dung    | Tiếng Quan Thoại                                               |                 |

### Tác phẩm biên kịch
| Năm  | Tên tác phẩm                      | Tên tiếng Trung | Tên tiếng Anh    |
| ---- | --------------------------------- | --------------- | ---------------- |
| 1994 | Vẫn cảm thấy tốt nhất cho bạn     | 还是觉得您最好  | Husband and wife |
| 1997 | Vụ án hiến tế Toa Payoh           | 大巴窑杀童案    | God or Dog       |
| 1998 | Có giết sai không có tình yêu sai | 有杀错无爱错    | No time for two  |

### Thiết kế hành động
| Năm  | Tên tác phẩm       | Tên tiếng Trung | Tên tiếng Anh                                    |
| ---- | ------------------ | --------------- | ------------------------------------------------ |
| 2000 | Thiên thần kiếp    | 天神劫          | Gods robbery/ Spell of the Statue / Our Last Day |
| 2000 | Mãnh thú hình cảnh | 猛兽刑警        | I will eat you                                   |

### Lồng tiếng
| Năm  | Tên tác phẩm     | Vai trò      |
| ---- | ---------------- | ------------ |
| 2017 | Ninja Lego movie | Lord Gamadon |

## Tác phẩm âm nhạc
| Năm       | Tên tác phẩm                       | Lưu ý |
| --------- | ---------------------------------- | --- |
| Album     |                                    | |
| 1989      | Tôi có tình yêu trong trái tim tôi | Tiếng Quan Thoại, Hợp tác với Lương Triều Vỹ                                                                     |
| 1992      | Duyên hồi                          | Tiếng Quan Thoại                                                                                                 |
| 2018      | Sóng to gió lớn                    | Tiếng Quan Thoại                                                                                                 |
| Đĩa đơn   |                                    | |
| 1993      | Buồn bã nhớ bạn                    | Tiếng Quảng Đông                                                                                                 |
| 2017      | Thủy Hà Phong Vân                  | Tiếng Quảng Đông, hát cùng Khu Thụy Cường                                                                        |
| 2018      | Quay lại và yêu em một tỉ giây     | Tiếng Quan thoại                                                                                                 |
| 2018      | Bạn bè không đơn giản              | Tiếng Quan thoại, hát cùng Âu Dương Chấn Hoa, Trương Triệu Huy, Đào Đại Vũ, Quách Chính Hồng, Liêu Tuấn Hùng,... |
| 2019      | DLATT                              | Tiếng Quan Thoại                                                                                                 |
| Nhạc phim |                                    | |
| 2019      | Anh quan trọng hơn tôi             | OST Truy tìm nàng giọng cao (ngưu hạ nữ cao âm)                                                                  |